# Amarant ventrenegre
L'amarant ventrenegre (Lagonosticta rara) és un ocell de la família dels estríldids (Estrildidae).

## Hàbitat i distribució
Habita les sabanes i terres de conreu del Senegal, Gàmbia, Burkina Faso, Guinea, Sierra Leone, Libèria, Costa d’'Ivori, Ghana, Togo, Benín, Nigèria, Camerun, República Centreafricana, sud de Txad, Sudan del Sud, nord-est de la República Democràtica del Congo, nord d'Uganda i oest de Kenya.